# لندن اببرنتيك (كورنوال)
لندن اببرنتيك (بالإنجليزية: London Apprentice)‏ هي قرية تقع في المملكة المتحدة في كورنوال.